# Gran Premio Industria e Commercio di Prato 1979
Il Gran Premio Industria e Commercio di Prato 1979, trentaquattresima edizione della corsa, si svolse l'8 settembre 1979 su un percorso di 245 km, con partenza e arrivo a Prato. Fu vinto dallo svedese Bernt Johansson della Magniflex-Famcucine davanti agli italiani Wladimiro Panizza e Carmelo Barone.

## Ordine d'arrivo (Top 10)
| Pos. | Corridore                | Squadra                     | Tempo    |
| ---- | ------------------------ | --------------------------- | -------- |
| 1    | Bernt Johansson          | Magniflex-Famcucine         | 6h43'15" |
| 2    | Wladimiro Panizza        | Sanson-Luxor TV             |          |
| 3    | Carmelo Barone           | Gis Gelati                  |          |
| 4    | Marino Amadori           | Sapa Assicurazioni-Frontini |          |
| 5    | Giovanni Battaglin       | Inoxpran                    |          |
| 6    | Johan De Muynck          | Bianchi-Faema               |          |
| 7    | Gianbattista Baronchelli | Magniflex-Famcucine         |          |
| 8    | Mario Beccia             | Mecap-Hoonved               |          |
| 9    | Claudio Corti            | Zonca                       |          |
| 10   | Alfio Vandi              | Magniflex-Famcucine         |          |